# Losango (empresa)
A Losango é uma empresa privada de soluções financeiras que oferece empréstimos, crediários, cartões de crédito e seguros para clientes pessoa física ou jurídica. Foi criada com o nome de Losango Promotora de Vendas Ltda. e adquirida pelo Grupo Lloyds TSB em 1997, assim como o Banco Multiplic, do qual era controladora.

## História
A Losango tem presença no Brasil desde 1971, quando era chamada de Fundação CICLO (Companhia Brasileira de Serviços Fiduciários), que tinha como principais acionistas o Grupo Novo Rio, Lundgren (Casas Pernambucanas) e Ipiranga (Júlio Lutterbach). O crescimento da empresa chamou a atenção dos investidores e em 1978 o Grupo Multiplic adquire o controle acionário do Grupo Novo Rio e o nome da empresa para London Multiplic S.A. Promotora de Vendas em 1984 e em 1986 sua denominação é novamente alterada para Multiplic Promotora de Vendas S.A., a empresa começa a liderar o mercado, no seu segmento, em âmbito nacional.
Em 1994, com os avanços das atividades da Multiplic, os acionistas majoritários adquirem o controle do capital de sua concorrente mais próxima, a Losango Administradora de Cartões de Crédito Ltda. e adotam a razão social de Losango Promotora de Vendas.
Em outubro de 2003, foi adquirido pelo HSBC Brasil. Na época, possuía 111 lojas em todo o Brasil e 12 milhões de clientes. Sua sede se localizava em Maringá, na Avenida Herval, nº 499, centro.
Em março de 2015, a Losango muda seu logotipo e investe em campanha publicitária como parte de uma estratégia que visa ampliar sua presença no mercado. Com isso, a empresa pretende contribuir para o crescimento do varejo, oferecendo soluções integradas para consumidores finais, varejistas, colaboradores e acionistas, estimulando o consumo consciente e responsável.
Em agosto de 2016, foi confirmada a venda para o Bradesco por R$ 17,6 bilhões (US$ 5,2 bilhões), junto com as operações brasileiras do HSBC Brasil, transação que foi aprovada pelos órgãos reguladores do mercado brasileiro.
Em 2017 a Losango foi eleita uma das melhores empresas para trabalhar no Rio de Janeiro pela 5ª vez e no mesmo ano, foi eleita pela 10ª vez uma das melhores empresas para trabalhar no Brasil pelo Great Place to Work Institute.
Atualmente, denomina-se Banco Losango S.A. - Banco Múltiplo e está presente em mais de 2.000 cidades, contando cerca de 10.000 lojistas parceiros, distribuídos em mais de 16.000 pontos de venda.

## Prêmiações
- 2007: Guia Exame Você S.A. – Prêmio As Melhores Empresas Para Você Trabalhar - categoria "Empresas Grandes - acima de 1.500 funcionários".
- 2008: Guia Exame Você S.A. – Pela 2ª vez consecutiva Prêmio As Melhores Empresas Para Você Trabalhar - categoria "Empresas Grandes - acima de 1.500 funcionários".
- 2008: Great Place To Work - Revista Época – 18º lugar no Ranking Nacional, 2ª Melhor Empresa para Trabalhar no Rio de Janeiro e a Melhor Empresa para Mulher Trabalhar no Rio de Janeiro.
- 2008: Prêmio Consumidor Moderno De Excelência Em Serviços Ao Cliente 2008.[7] - Vencedora na categoria "Serviços Financeiros".
- 2009: Great Place To Work Institute – Eleita uma das Melhores Empresas para Trabalhar na América Latina.
- 2009: Guia Exame Você S.A. – Pela 3ª vez consecutiva Prêmio As Melhores Empresas Para Você Trabalhar - categoria "Empresas Grandes - acima de 1.500 funcionários".
- 2009: Great Place To Work - Revista Época – eleita pela 2ª vez consecutiva uma das melhores empresas para se trabalhar no país.
- 2009: Prêmio Mérito Lojista Brasil 2009 - Pela 11ª vez seguida a Losango é premiada na categoria "Serviços Financeiros".
- 2009: 4º Prêmio Mérito Lojista Da Bahia 2009 - premiação que homenageia as empresas que mais contribuíram para o bom funcionamento do comércio brasileiro, a Losango recebeu o troféu na categoria "Prestadores de Serviços - Crédito Direto ao Consumidor"
- 2009: Top Of Mind 2009 - Losango foi reconhecida como uma das marcas mais lembradas de 2009 na categoria "Empréstimos Pessoais".
- 2010: Prêmio Mérito Lojista Brasil 2010 - Premiada na categoria "Financeira - Sistema CDC".
- 2010: Prêmio Destaque No Marketing 2010 ABMN - Losango venceu na categoria "Produto com o CDC Premium" e na categoria "Marketing Promocional" com a "Escola de Varejo".
- 2010: Prêmio Impar 2010 - Premiação Bronze na categoria "Financeira". O IMPAR é promovido pela RICTV Record em parceria com o IBOPE Inteligência e avalia 45 categorias de produtos e serviços da cadeia do varejo no estado do Paraná.
- 2010: Troféu Ruy Ohtake 2010 - Premiada como a Melhor Promotora de Vendas no segmento "Material de Construção". O reconhecimento é dado pelos leitores da Revista Revenda Construção.
- 2010: Great Place To Work - Revista Época - A Losango foi eleita pela 3ª vez consecutiva uma das melhores empresas para trabalhar, está em 22º lugar no Ranking Nacional e é a 3ª Melhor empresa para trabalhar no RJ. Também recebeu o Prêmio destaque de melhor empresa nas práticas de Inspirar, Falar e Escutar.
- 2010: Pop List Goiânia 2010 - Premiada pelo Jornal O Popular como uma das marcas mais lembradas de Goiânia em 2009 no segmento financeiro.
- 2010: Top Five Revista Supermercado Moderno 2010 - Vencedora na categoria "Promotora de Vendas".
- 2010: Prêmio Padrão De Qualidade Em Contact Center 2010 - Vencedora na categoria "Serviços Financeiros". O prêmio avalia as métricas e indicadores de qualidade das maiores operações de Contact Center brasileiras.
- 2011: Prêmio Mérito Lojista Brasil 2011 - A Losango é premiada pela 18ª vez em 2011, sendo a 13ª consecutiva na categoria "Financeira - Sistema CDC".
- 2011: Prêmio As Empresas Que Mais Respeitam O Consumidor No Brasil - No prêmio da Revista Consumidor Moderno, a Losango foi eleita a empresa do Setor Financeiro - Empréstimo Pessoal que mais respeita o consumidor no Brasil.[8].
- 2011: Guia Exame Você S.A. – Prêmio As Melhores Empresas Para Você Trabalhar.[9] - A Losango foi eleita pela 5ª vez consecutiva como uma das melhores empresas para se trabalhar e também como a melhor empresa do varejo.
- 2011: Great Place To Work - Revista Época - A Losango foi eleita pela 4ª vez consecutiva uma das Melhores Empresas para Trabalhar no país e a 3ª Melhor empresa para trabalhar no Rio de Janeiro.
- 2011: Prêmio Consumidor Moderno De Excelência Em Serviços Ao Cliente 2011 - Vencedora na categoria "Serviços Financeiros". O prêmio reconhece as organizações que priorizam a excelência no atendimento.
- 2011: Prêmio Padrão De Qualidade Em Relacionamento Multicanal - Premiada na categoria "Serviços Financeiros". O prêmio reconhece as empresas que melhor aliam tecnologia e eficiência no relacionamento com os clientes.
- 2012: Prêmio Mérito Lojista Brasil 2012 - Eleita pela 19ª vez em 2012, sendo a 14ª na categoria "Financeira - Sistema CDC".
- 2012: Pop List Goiânia 2012 - Premiada como a marca mais lembrada no segmento "Financeira - Empréstimo Pessoal".
- 2012: Guia Exame Você S.A. – Prêmio As Melhores Empresas Para Você Trabalhar - A Losango foi eleita pela 6ª vez consecutiva uma das melhores empresas para trabalhar e pela 2ª vez consecutiva como a melhor empresa do varejo.
- 2012: Great Place To Work - Revista Época - A Losango foi eleita a 10ª melhor empresa para trabalhar no país e a 2ª melhor empresa para trabalhar no estado do Rio de Janeiro. É a 5ª vez consecutiva que a empresa é premiada.
- 2012: Prêmio Os Mais Importantes No Varejo.[10] - A Losango ficou em 1º Lugar na categoria "Apoio à Capacitação do Pequeno e Médio Varejo - Financiamento". O prêmio é realizado pela Revista NOVAREJO com consultoria da Accenture.
- 2012: Troféu Ruy Ohtake 2012- Recebeu o prêmio como a Melhor Financeira de Crédito para o cliente do lojista.
- 2013: Guia Você S.A. – Prêmio As Melhores Empresas Para Você Trabalhar - A Losango foi eleita pela 7ª vez consecutiva uma das melhores empresas para trabalhar.
- 2013: Great Place To Work - Revista Época - Eleita como a 8ª melhor empresa para trabalhar no país. Essa foi a 6ª vez consecutiva que a Losango recebeu o prêmio Great Place to Work.
- 2013: Pop List Goiânia 2013 - Eleita a marca mais lembrada em Goiânia no segmento "Financeira - Empréstimo Pessoal". O prêmio é realizado pelo Jornal O Popular.
- 2014: Guia Você S.A. – Prêmio As Melhores Empresas Para Você Trabalhar - A Losango foi eleita pela 8ª vez consecutiva uma das melhores empresas para trabalhar no país
- 2014: Prêmio Pop List Goiás - Eleita pela 11ª vez consecutiva a marca mais lembrada no segmento "Financeira - Empréstimo Pessoal".
- 2014: Guia Você S.A. - A Losango foi eleita uma das melhores Empresas para Começar a Carreira no Brasil.
- 2015: Guia Você S.A. - As Melhores Empresas Para Você Trabalhar.[11] - A Losango foi eleita pela 9ª vez uma das melhores Empresas para Trabalhar e como a Melhor Empresa da categoria "Serviços Financeiros".
- 2015: Great Place To Work - Revista Época - A Losango foi eleita pela 8ª vez consecutiva uma das melhores empresas para trabalhar no Brasil
- 2015: Guia Você S.A. - A Losango foi eleita pela 2ª vez consecutiva uma das melhores Empresas para Começar a Carreira no Brasil.
- 2015: Great Place To Work Institute - Eleita pela 3ª vez uma das Melhores Empresas para Trabalhar na América Latina.
- 2016: Great Place To Work - Eleita pela 4ª vez uma das Melhores Empresas para Trabalhar na América Latina.
- 2016: Great Place To Work - Revista Época - A Losango foi eleita pela 9ª vez consecutiva uma das melhores empresas para trabalhar no Brasil.
- 2016: Guia Você S.A. - As Melhores Empresas Para Começar A Carreira - A Losango foi eleita pela 3ª vez consecutiva uma das melhores Empresas para Começar a Carreira no Brasil.
- 2016: Guia Você S.A. - As Melhores Empresas Para Você Trabalhar.[12] - A Losango foi eleita pela 10ª vez uma das melhores Empresas para Trabalhar.
- 2017: Great Place To Work - Eleita pela 5ª vez uma das Melhores Empresas para Trabalhar na América Latina.
- 2017: Great Place To Work Em Parceria Com Abrh - Rj, Infoglobo E Grupo Hel - A Losango foi eleita pela 5ª vez consecutiva a melhor empresa para trabalhar no estado do Rio de Janeiro.
- 2017: Great Place To Work - Revista Época - A Losango foi eleita pela 10ª vez consecutiva uma das melhores empresas para trabalhar no Brasil.
- 2017: Guia Você S.A. - As Melhores Empresas Para Você Trabalhar.[13] - A Losango foi eleita pela 11ª vez uma das melhores Empresas para Trabalhar.